# Харшаварман I
Харшаварман I (кхмер. ហឝ៌វម៌្មទី២, IX век — 923) — правитель Кхмерской Империи (910—923).

## Биография
Сын Яшовармана I. Правление его не было ни долгим, ни ярким, но зато бурным. В 921 году один из его дядей по материнской линии — его вассал, правивший Кахкае, — отобрал у него единство власти, самовольно короновался, приняв имя Джаявармана IV. Их соперничество имело больше пропагандистский характер. В 923 году Харшаварман I умер, приняв посмертное имя Рудралока.